# Liste der Kulturdenkmäler in Homberg (Ohm)
Die folgende Liste enthält die in der Denkmaltopographie ausgewiesenen Kulturdenkmäler auf dem Gebiet  der  Stadt Homberg (Ohm), Vogelsbergkreis, Hessen.
Hinweis: Die Reihenfolge der Denkmäler in dieser Liste orientiert sich zunächst an Stadtteilen und anschließend der Anschrift, alternativ ist sie auch nach der Bezeichnung, der vom Landesamt für Denkmalpflege vergebenen Nummer oder der Bauzeit sortierbar.
Kulturdenkmäler werden fortlaufend im Denkmalverzeichnis des Landes Hessen durch das Landesamt für Denkmalpflege Hessen auf Basis des Hessischen Denkmalschutzgesetzes (HDSchG) geführt. Die Schutzwürdigkeit eines Kulturdenkmals hängt nicht von der Eintragung in das Denkmalverzeichnis des Landes Hessen oder der Veröffentlichung in der Denkmaltopographie ab.

Die bisher bekannten Bau- und Kunstdenkmäler hat das Landesamt für Denkmalpflege Hessen in sogenannten Arbeitslisten erfasst. Den Arbeitslisten liegen Erkenntnisse aus Akten, Ortsbegehungen und Denkmalinventaren, jedoch keine neuere systematische Forschung, zugrunde. Die Benehmensherstellung mit der Gemeinde gemäß § 11 Abs. 1 HDSchG ist noch nicht erfolgt.
Das Vorhandensein oder Fehlen eines Objekts in dieser Liste ist keine rechtsverbindliche Auskunft darüber, ob es Kulturdenkmal ist oder nicht: Diese Liste entspricht möglicherweise nicht dem aktuellen Stand der offiziellen Denkmaltopographie. Diese ist für Hessen in den entsprechenden Bänden der Denkmaltopographie Bundesrepublik Deutschland und im Internet unter DenkXweb – Kulturdenkmäler in Hessen einsehbar. Auch diese Quellen sind, obwohl sie durch das Landesamt für Denkmalpflege Hessen aktualisiert werden, nicht immer aktuell, da es im Denkmalbestand immer wieder Änderungen gibt.
Eine verbindliche Auskunft erteilt allein das Landesamt für Denkmalpflege Hessen.
Nutze diese Kartenansicht, um Koordinaten in der Liste zu setzen. In dieser Kartenansicht sind Kulturdenkmale ohne Koordinaten mit einem roten bzw. orangen Marker dargestellt und können in der Karte gesetzt werden. Kulturdenkmale ohne Bild sind mit einem blauen bzw. roten Marker gekennzeichnet, Kulturdenkmale mit Bild mit einem grünen bzw. orangen Marker.

## Kulturdenkmäler nach Stadtteilen

### Appenrod
| Bild            | Bezeichnung                 | Lage                                         | Beschreibung | Bauzeit | Objekt-Nr. |
| --------------- | --------------------------- | -------------------------------------------- | ------------ | ------- | ---------- |
| Bild gesucht BW | Grabstein                   | Freienhofswiesen LageFlur: 1, Flurstück: 179 |              |         | 813368 DDB |
| Bild gesucht BW | Sachteil Inschriftsteine    | Hauptstraße 23 LageFlur: 1, Flurstück: 175/1 |              |         | 813629 DDB |
| Bild gesucht BW | Evangelische Kirche         | Hauptstraße 43 LageFlur: 1, Flurstück: 1/1   |              | 1888    | 813369 DDB |
| Bild gesucht BW | Grabstein                   | Hauptstraße 45 LageFlur: 1, Flurstück: 2/1   |              |         | 814109 DDB |
| Bild gesucht BW | Friedhof, Gefallenendenkmal | Im Baumenfeld LageFlur: 1, Flurstück: 224/3  |              |         | 813628 DDB |

### Bleidenrod
| Bild            | Bezeichnung         | Lage                                             | Beschreibung | Bauzeit         | Objekt-Nr. |
| --------------- | ------------------- | ------------------------------------------------ | ------------ | --------------- | ---------- |
| Bild gesucht BW |                     | Borngasse 6 LageFlur: 1, Flurstück: 42/7         |              |                 | 814246 DDB |
| Bild gesucht BW |                     | Büßfelder Straße 12 LageFlur: 1, Flurstück: 46/1 |              |                 | 813933 DDB |
| Bild gesucht BW | Evangelische Kirche | Kirchstraße 1 LageFlur: 1, Flurstück: 30         |              | 16. Jahrhundert | 813885 DDB |
| Bild gesucht BW | Backhaus            | Kirchstraße 2 LageFlur: 1, Flurstück: 1          |              |                 | 813184 DDB |
| Bild gesucht BW |                     | Kirchstraße 12 LageFlur: 1, Flurstück: 92/2      |              |                 | 813186 DDB |
| Bild gesucht BW |                     | Kirchstraße 15 LageFlur: 1, Flurstück: 21/1      |              |                 | 813225 DDB |
| Bild gesucht BW | Viehwaage           | Nieder–Ohmer Weg 4 LageFlur: 1, Flurstück: 37    |              |                 | 813934 DDB |
| Bild gesucht BW |                     | Zum Freien Mann 1 LageFlur: 1, Flurstück: 72/3   |              |                 | 813932 DDB |
| Bild gesucht BW |                     | Zum Freien Mann 9 LageFlur: 1, Flurstück: 67     |              |                 | 813185 DDB |
| Bild gesucht BW | Ehemalige Schule    | Zum Freien Mann 13 LageFlur: 1, Flurstück: 63/1  |              |                 | 813187 DDB |

### Büßfeld
| Bild                        | Bezeichnung                                | Lage                                                                    | Beschreibung | Bauzeit | Objekt-Nr. |
| --------------------------- | ------------------------------------------ | ----------------------------------------------------------------------- | ------------ | ------- | ---------- |
| Bild gesucht BW             |                                            | Bleidenröder Straße 7 LageFlur: 1, Flurstück: 68/5                      |              |         | 813504 DDB |
| Evangelische Kirche Büßfeld | Evangelische Kirche                        | Bleidenröder Straße 10 LageFlur: 1, Flurstück: 9/1                      |              |         | 814024 DDB |
| Bild gesucht BW             |                                            | Bleidenröder Straße 11 LageFlur: 1, Flurstück: 90                       |              |         | 813505 DDB |
| Bild gesucht BW             |                                            | Bleidenröder Straße 11 LageFlur: 1, Flurstück: 93                       |              |         | 813506     |
| Bild gesucht BW             | Ehemalige Schule                           | Bleidenröder Straße 21 LageFlur: 1, Flurstück: 97                       |              |         | 813513 DDB |
| Bild gesucht BW             |                                            | Brückengasse 2 LageFlur: 1, Flurstück: 10                               |              |         | 813512 DDB |
| Bild gesucht BW             | Backhaus                                   | Brückengasse 7 LageFlur: 1, Flurstück: 65                               |              |         | 813509 DDB |
| Bild gesucht BW             |                                            | Feldgasse 2 LageFlur: 1, Flurstück: 89/1                                |              |         | 813507 DDB |
| Bild gesucht BW             |                                            | Gießener Straße 1 LageFlur: 1, Flurstück: 123                           |              |         | 938742 DDB |
| Bild gesucht BW             | Friedhof mit Gefallenendenkmal, Ummauerung | Gießener Straße 17 LageFlur: 5, Flurstück: 12                           |              |         | 938743 DDB |
| Bild gesucht BW             |                                            | In der Rosselbach 2, In der Rosselbach LageFlur: 1, Flurstück: 44/1, 45 |              |         | 813511 DDB |
| Bild gesucht BW             |                                            | In der Rosselbach 5 LageFlur: 1, Flurstück: 55/2                        |              |         | 814248 DDB |

### Dannenrod
| Bild            | Bezeichnung                                | Lage                                                 | Beschreibung | Bauzeit | Objekt-Nr. |
| --------------- | ------------------------------------------ | ---------------------------------------------------- | ------------ | ------- | ---------- |
| Bild gesucht BW | Friedhof: Gefallenendenkmal                | Buchhainer Straße LageFlur: 1, Flurstück: 173/2      |              |         | 813564 DDB |
| Bild gesucht BW |                                            | Buchhainer Straße 3 LageFlur: 1, Flurstück: 26/4     |              |         | 813565 DDB |
| Bild gesucht BW | Evangelische Kirche                        | Buchhainer Straße 11 LageFlur: 1, Flurstück: 1/1     |              |         | 813569 DDB |
| Bild gesucht BW |                                            | Buchhainer Straße 34 LageFlur: 1, Flurstück: 53/1    |              |         | 814243 DDB |
| Bild gesucht BW |                                            | Finkenhainer Straße 6 LageFlur: 1, Flurstück: 17/2   |              |         | 813570 DDB |
| Bild gesucht BW |                                            | Finkenhainer Straße 12 LageFlur: 1, Flurstück: 20/3  |              |         | 938934 DDB |
| Bild gesucht BW |                                            | Finkenhainer Straße 18 LageFlur: 1, Flurstück: 113/1 |              |         | 813566 DDB |
| Bild gesucht BW | Wirtschaftsgebäude des ehemaligen Hofgutes | Neu-Ulrichstein 2 LageFlur: 10, Flurstück: 48/3      |              |         | 814244 DDB |
| Bild gesucht BW | Orgelbrücke                                | Unten im Esfeld LageFlur: 3, Flurstück: 79           |              |         | 814214 DDB |
| Bild gesucht BW | Ehemaliges Forsthaus                       | Zur Waldecke 5 LageFlur: 1, Flurstück: 167           |              |         | 813567 DDB |

### Deckenbach
| Bild                | Bezeichnung             | Lage                                                                 | Beschreibung                 | Bauzeit | Objekt-Nr. |
| ------------------- | ----------------------- | -------------------------------------------------------------------- | ---------------------------- | ------- | ---------- |
| Bild gesucht BW     | Evangelisches Pfarrhaus | Am Schönberg 9 LageFlur: 1, Flurstück: 191                           |                              |         | 813538 DDB |
| Bild gesucht BW     | Gefallenendenkmal       | Auf den Bornwiesen (bei Höinger Straße) LageFlur: 5, Flurstück: 40/1 |                              |         | 813539 DDB |
| Bild gesucht BW     |                         | Bornwiesenweg 1 LageFlur: 1, Flurstück: 82/1                         |                              |         | 813531 DDB |
| Bild gesucht BW     |                         | Bornwiesenweg 4 LageFlur: 1, Flurstück: 99/1                         |                              |         | 813534 DDB |
| Bild gesucht BW     |                         | Gontershäuser Straße 1 LageFlur: 1, Flurstück: 31/1                  |                              |         | 813526 DDB |
| Evangelische Kirche | Evangelische Kirche     | Gontershäuser Straße 2 LageFlur: 1, Flurstück: 13                    | Saalbau mit Haubendachreiter | 1789    | 813528 DDB |
| Bild gesucht BW     |                         | Gontershäuser Straße 11 LageFlur: 1, Flurstück: 207, 208             |                              |         | 938744 DDB |
| Bild gesucht BW     |                         | Gontershäuser Straße 24 LageFlur: 1, Flurstück: 210/1                |                              |         | 938745 DDB |
| Bild gesucht BW     |                         | Grüner Weg 9 LageFlur: 1, Flurstück: 72                              |                              |         | 814074 DDB |
| Bild gesucht BW     |                         | Höinger Straße 6 LageFlur: 1, Flurstück: 51/3                        |                              |         | 814070 DDB |
| Bild gesucht BW     |                         | Höinger Straße 12 LageFlur: 1, Flurstück: 57                         |                              |         | 813558 DDB |
| Bild gesucht BW     |                         | Höinger Straße 13 LageFlur: 1, Flurstück: 3                          |                              |         | 813559 DDB |
| Bild gesucht BW     |                         | Johannesstraße 2 LageFlur: 1, Flurstück: 23/1                        |                              |         | 813527 DDB |
| Bild gesucht BW     |                         | Lindengasse 4 LageFlur: 1, Flurstück: 78/1                           |                              |         | 814073 DDB |
| Bild gesucht BW     |                         | Rüddingshäuser Straße 2 LageFlur: 1, Flurstück: 33                   |                              |         | 813530 DDB |
| Bild gesucht BW     |                         | Rüddingshäuser Straße 5 LageFlur: 1, Flurstück: 65/1                 |                              |         | 813537 DDB |
| Bild gesucht BW     |                         | Rüddingshäuser Straße 17 LageFlur: 1, Flurstück: 92                  |                              |         | 813535 DDB |
| Bild gesucht BW     |                         | Rüddingshäuser Straße 22 LageFlur: 1, Flurstück: 132                 |                              |         | 813708 DDB |
| Bild gesucht BW     |                         | Schadenbacher Straße 1/3 LageFlur: 1, Flurstück: 144/2, 144/3        |                              |         | 813536     |

### Erbenhausen
| Bild            | Bezeichnung                               | Lage                                                                  | Beschreibung | Bauzeit | Objekt-Nr. |
| --------------- | ----------------------------------------- | --------------------------------------------------------------------- | ------------ | ------- | ---------- |
| Bild gesucht BW |                                           | Alsfelder Straße 24 LageFlur: 1, Flurstück: 114/5                     |              |         | 814233 DDB |
| Bild gesucht BW | Backhaus                                  | Eckstraße 4 LageFlur: 1, Flurstück: 145                               |              |         | 813366 DDB |
| Bild gesucht BW |                                           | Ehringshäuser Straße 1 LageFlur: 1, Flurstück: 174/1                  |              |         | 813993 DDB |
| Bild gesucht BW |                                           | Ehringshäuser Straße 11 LageFlur: 1, Flurstück: 141                   |              |         | 813630 DDB |
| Bild gesucht BW |                                           | Ehringshäuser Straße 14 LageFlur: 1, Flurstück: 134                   |              |         | 813994 DDB |
| Bild gesucht BW |                                           | Ehringshäuser Straße 16 LageFlur: 1, Flurstück: 135                   |              |         | 938752 DDB |
| Bild gesucht BW |                                           | Hofwiesenstraße 2 LageFlur: 1, Flurstück: 8/1                         |              |         | 813367 DDB |
| Bild gesucht BW |                                           | Hofwiesenstraße 7 LageFlur: 1, Flurstück: 61                          |              |         | 814113 DDB |
| Bild gesucht BW | Erdkeller                                 | Kirchbergstraße LageFlur: 1, Flurstück: 85/1                          |              |         | 938755 DDB |
| Bild gesucht BW |                                           | Kirchbergstraße 2 LageFlur: 1, Flurstück: 130                         |              |         | 814154 DDB |
| Bild gesucht BW | Evangelische Kirche und Gefallenendenkmal | Kirchbergstraße 16, Kirchbergstraße LageFlur: 1, Flurstück: 1/6, 87/1 |              |         | 813898 DDB |

### Gontershausen
| Bild            | Bezeichnung          | Lage                                                | Beschreibung | Bauzeit | Objekt-Nr. |
| --------------- | -------------------- | --------------------------------------------------- | ------------ | ------- | ---------- |
| Bild gesucht BW |                      | Deckenbacher Straße 5 LageFlur: 1, Flurstück: 57/1  |              |         | 813542 DDB |
| Bild gesucht BW | Ehemaliges Forsthaus | Deckenbacher Straße 10 LageFlur: 1, Flurstück: 86/1 |              |         | 813541 DDB |
| Bild gesucht BW |                      | Deckenbacher Straße 12 LageFlur: 1, Flurstück: 88/3 |              |         | 813540 DDB |
| Bild gesucht BW |                      | Zum Edelhof 2 LageFlur: 1, Flurstück: 48/4          |              |         | 813551 DDB |
| Bild gesucht BW |                      | Zum Edelhof 3 LageFlur: 1, Flurstück: 42/5          |              |         | 813549 DDB |
| Bild gesucht BW |                      | Zum Edelhof 6 LageFlur: 1, Flurstück: 33/1          |              |         | 813550 DDB |
| Bild gesucht BW | Backhaus             | Zum Edelhof 8 LageFlur: 1, Flurstück: 31            |              |         | 813552 DDB |
| Bild gesucht BW |                      | Zum Edelhof 9 LageFlur: 1, Flurstück: 34/1          |              |         | 813553 DDB |

### Haarhausen
| Bild            | Bezeichnung                                       | Lage                                                                    | Beschreibung | Bauzeit                            | Objekt-Nr. |
| --------------- | ------------------------------------------------- | ----------------------------------------------------------------------- | ------------ | ---------------------------------- | ---------- |
| Bild gesucht BW |                                                   | Bachstraße 1 LageFlur: 1, Flurstück: 13                                 |              |                                    | 813562 DDB |
| Bild gesucht BW | Backhaus                                          | Bachstraße 2 LageFlur: 1, Flurstück: 57                                 |              |                                    | 813574 DDB |
| Bild gesucht BW |                                                   | Bachstraße 6 LageFlur: 1, Flurstück: 12/1                               |              |                                    | 813575 DDB |
| weitere Bilder  | Evangelische Kirche, Gefallenendenkmal, Grabstein | Bachstraße 10, Bachstraße LageFlur: 1, Flurstück: 8/3, 8/4              |              | 1572, im 18. Jahrhundert umgebaut. | 813571 DDB |
| Bild gesucht BW |                                                   | Bachstraße 17 LageFlur: 1, Flurstück: 25                                |              |                                    | 813702 DDB |
| Bild gesucht BW |                                                   | Bachstraße 24 LageFlur: 1, Flurstück: 94                                |              |                                    | 813573 DDB |
| Bild gesucht BW | Geländer einer Brücke über den „Pferdsgraben“     | Erfurtshäuser Straße (L 3289) (vor Nr. 5) LageFlur: 1, Flurstück: 106/1 |              |                                    | 814077 DDB |
| Bild gesucht BW |                                                   | Zum Hofacker 14 LageFlur: 1, Flurstück: 43/4                            |              |                                    | 813572 DDB |

### Höingen
| Bild            | Bezeichnung | Lage                                         | Beschreibung | Bauzeit | Objekt-Nr. |
| --------------- | ----------- | -------------------------------------------- | ------------ | ------- | ---------- |
| Bild gesucht BW | Viehwaage   | Am Zollstock 1 LageFlur: 1, Flurstück: 127/5 |              |         | 813547 DDB |
| Bild gesucht BW |             | In der Goldbach 1 LageFlur: 1, Flurstück: 8  |              |         | 814071 DDB |
| Bild gesucht BW | Streckhof   | In der Goldbach 3 LageFlur: 1, Flurstück: 7  |              |         | 813544 DDB |
| Bild gesucht BW |             | Neugarten 4 LageFlur: 1, Flurstück: 24/1     |              |         | 813545 DDB |
| Bild gesucht BW |             | Zur Hunnenburg 2 LageFlur: 1, Flurstück: 44  |              |         | 814072 DDB |
| Bild gesucht BW |             | Zur Röderburg 10 LageFlur: 1, Flurstück: 17  |              |         | 813543 DDB |

### Homberg
| Bild                                                      | Bezeichnung                      | Lage                                                                              | Beschreibung | Bauzeit | Objekt-Nr. |
| --------------------------------------------------------- | -------------------------------- | --------------------------------------------------------------------------------- | ------------ | ------- | ---------- |
| Bild gesucht BW                                           |                                  | Am Tiefen Hain 10 LageFlur: 2, Flurstück: 219                                     |              |         | 814240 DDB |
| weitere Bilder                                            | Schloss Homberg                  | An der Schloßmauer, An der Schloßmauer 12/13 LageFlur: 2, Flurstück: 1, 2, 74, 76 |              |         | 813519 DDB |
| An der Schloßmauer 13 · Ansicht                           |                                  | An der Schloßmauer 13 LageFlur: 2, Flurstück: 76                                  |              |         | 813520 DDB |
| Bild gesucht BW                                           | Stadtmauer                       | An der Stadtkirche LageFlur: 1, Flurstück: 891/3, 901/4                           |              |         | 938633 DDB |
| Bild gesucht BW                                           |                                  | An der Stadtkirche 2 LageFlur: 1, Flurstück: 511/4                                |              |         | 813967 DDB |
| An der Stadtkirche 4 · Detail Tür                         |                                  | An der Stadtkirche 4 LageFlur: 1, Flurstück: 515                                  |              |         | 813959 DDB |
| An der Stadtkirche 5 · Seitenansicht                      | Sachteil Fachwerkfassade         | An der Stadtkirche 5 LageFlur: 1, Flurstück: 516                                  |              |         | 813211 DDB |
| weitere Bilder                                            | Evangelische Stadtkirche         | An der Stadtkirche 11 LageFlur: 1, Flurstück: 520                                 |              |         | 813218 DDB |
| Ehemalige Schule · Eingangsbereich                        | Ehemalige Schule                 | An der Stadtkirche 19 LageFlur: 2, Flurstück: 304/2                               |              |         | 813203 DDB |
| Bahnhofstraße 1                                           |                                  | Bahnhofstraße 1 LageFlur: 1, Flurstück: 499/5                                     |              |         | 813958 DDB |
| Bahnhofstraße 2                                           |                                  | Bahnhofstraße 2 LageFlur: 1, Flurstück: 598/2                                     |              |         | 813872 DDB |
| Bild gesucht BW                                           |                                  | Bahnhofstraße 15 LageFlur: 2, Flurstück: 445/1                                    |              |         | 813963 DDB |
| Bild gesucht BW                                           |                                  | Bahnhofstraße 24 LageFlur: 2, Flurstück: 490                                      |              |         | 813961 DDB |
| Ehemaliger Bahnhof (2014)                                 | Ehemaliger Bahnhof Homberg (Ohm) | Bahnhofstraße 28 LageFlur: 2, Flurstück: 526/10                                   |              |         | 813201 DDB |
| Bild gesucht BW                                           | Ehemaliges Finanzamt             | Berliner Straße 9 LageFlur: 4, Flurstück: 166/3                                   |              |         | 813206 DDB |
| Bild gesucht BW                                           | Ehemaliges Forstamt              | Berliner Straße 6A, Berliner Straße 10 LageFlur: 4, Flurstück: 91/1, 93/6         |              |         | 813962 DDB |
| Bild gesucht BW                                           |                                  | Brauhausgasse 2 LageFlur: 1, Flurstück: 487                                       |              |         | 813223 DDB |
| Brauhausgasse 10                                          | Altes Brauhaus                   | Brauhausgasse 10 LageFlur: 2, Flurstück: 359/2                                    |              |         | 813525 DDB |
| Brauhausturm                                              | Brauhausturm                     | Brauhausgasse 12 LageFlur: 2, Flurstück: 358                                      |              |         | 813224 DDB |
| Burgberg 5                                                |                                  | Burgberg 5 LageFlur: 1, Flurstück: 226                                            |              |         | 813705 DDB |
| Burgberg 8                                                |                                  | Burgberg 8 LageFlur: 1, Flurstück: 262/2                                          |              |         | 814236 DDB |
| Ohmtalbrücke                                              | Ohmtalbrücke                     | Eisenbahn LageFlur: 2, Flurstück: 526/8                                           |              |         | 814097 DDB |
| Bild gesucht BW                                           |                                  | Ernst-Ludwig-Straße 5 LageFlur: 2, Flurstück: 431                                 |              |         | 813222 DDB |
| Ehemaliges Amtsgericht · Seitenansicht                    | Ehemaliges Amtsgericht           | Frankfurter Straße 1 LageFlur: 2, Flurstück: 398/5                                |              |         | 813205 DDB |
| Frankfurter Straße 19 · Seitenansicht                     |                                  | Frankfurter Straße 19 LageFlur: 2, Flurstück: 337/6                               |              |         | 813521 DDB |
| Frankfurter Straße 20 · Seitenansicht von der Marktstraße |                                  | Frankfurter Straße 20 LageFlur: 1, Flurstück: 367/4                               |              |         | 938637 DDB |
| Frankfurter Straße 22 · Seitenansicht                     |                                  | Frankfurter Straße 22 LageFlur: 1, Flurstück: 371/3                               |              |         | 813215 DDB |
| Frankfurter Straße 27                                     |                                  | Frankfurter Straße 27 LageFlur: 2, Flurstück: 345/3                               |              |         | 813960 DDB |
| Frankfurter Straße 30                                     |                                  | Frankfurter Straße 30 LageFlur: 1, Flurstück: 442/1                               |              |         | 814235 DDB |
| Frankfurter Straße 45                                     |                                  | Frankfurter Straße 45 LageFlur: 2, Flurstück: 319                                 |              |         | 813977 DDB |
| Frankfurter Straße 47                                     | Steinernes Haus                  | Frankfurter Straße 47 LageFlur: 2, Flurstück: 318                                 |              |         | 813976 DDB |
| Frankfurter Straße 50                                     |                                  | Frankfurter Straße 50 LageFlur: 2, Flurstück: 293                                 |              |         | 813202 DDB |
| Frankfurter Straße 55                                     |                                  | Frankfurter Straße 55 LageFlur: 1, Flurstück: 476                                 |              |         | 813971 DDB |
| Frankfurter Straße 67                                     |                                  | Frankfurter Straße 67 LageFlur: 1, Flurstück: 467/1                               |              |         | 813957 DDB |
| Bild gesucht BW                                           |                                  | Frankfurter Straße 107 LageFlur: 2, Flurstück: 228/1                              |              |         | 813518 DDB |
| Bild gesucht BW                                           | Ehemalige Berufsschule           | Friedrichstraße 7 LageFlur: 2, Flurstück: 408/2                                   |              |         | 813375 DDB |
| Grot 2                                                    |                                  | Grot 2 LageFlur: 1, Flurstück: 210/2                                              |              |         | 813217 DDB |
| Grot 7 · Grot 9                                           |                                  | Grot 7/9 LageFlur: 1, Flurstück: 228/2, 231/2                                     |              |         | 813711     |
| Marktplatz 1/2                                            |                                  | Marktplatz 1/2 LageFlur: 1, Flurstück: 445/1                                      |              |         | 813710     |
| Marktplatz 3                                              |                                  | Marktplatz 3, Markstraße LageFlur: 1, Flurstück: 446/1, 447                       |              |         | 813220     |
| Marktplatz 4                                              |                                  | Marktplatz 4 LageFlur: 1, Flurstück: 449                                          |              |         | 813704 DDB |
| Marktstraße 2                                             |                                  | Marktstraße 2 LageFlur: 1, Flurstück: 464/1                                       |              |         | 813524 DDB |
| Bild gesucht BW                                           |                                  | Marktstraße 4 LageFlur: 1, Flurstück: 461                                         |              |         | 813204 DDB |
| Marktstraße 6                                             |                                  | Marktstraße 6 LageFlur: 1, Flurstück: 460/2                                       |              |         | 813200 DDB |
| Bild gesucht BW                                           |                                  | Marktstraße 15 LageFlur: 1, Flurstück: 207                                        |              |         | 813522 DDB |
| Marktstraße 17                                            |                                  | Marktstraße 17 LageFlur: 1, Flurstück: 208/2                                      |              |         | 813221 DDB |
| Marktstraße 21 · Türportal                                | Ehemaliges Stadtwirtshaus        | Marktstraße 21 LageFlur: 1, Flurstück: 219/1                                      |              |         | 813929 DDB |
| Marktstraße 22                                            |                                  | Marktstraße 22 LageFlur: 1, Flurstück: 451                                        |              |         | 813216 DDB |
| „Alte Apotheke“ · Ansicht Rückseite                       | „Alte Apotheke“                  | Marktstraße 23 LageFlur: 1, Flurstück: 220/6                                      |              |         | 813719 DDB |
| Marktstraße 24                                            |                                  | Marktstraße 24 LageFlur: 1, Flurstück: 450                                        |              |         | 813212 DDB |
| Marktbrunnen (Winter) · Marktbrunnen (Sommer 2008)        | Marktbrunnen                     | Marktstraße 26 LageFlur: 1, Flurstück: 897/2                                      |              |         | 813213 DDB |
| weitere Bilder                                            | Rathaus                          | Marktstraße 26 LageFlur: 1, Flurstück: 897/2                                      |              |         | 813199 DDB |
| Marktstraße 28 · Ansicht Frankfurter Straße               |                                  | Marktstraße 28 LageFlur: 1, Flurstück: 382/1                                      |              |         | 813703 DDB |
| Marktstraße 30 · Ansicht Frankfurter Straße               |                                  | Marktstraße 30 LageFlur: 1, Flurstück: 379                                        |              |         | 814239 DDB |
| Marktstraße 32 · Ansicht Frankfurter Straße               |                                  | Marktstraße 32 LageFlur: 1, Flurstück: 378/3                                      |              |         | 813219 DDB |
| Marktstraße 34 · Ansicht Frankfurter Straße               |                                  | Marktstraße 34 LageFlur: 1, Flurstück: 377/4                                      |              |         | 813706 DDB |
| Marktstraße 35                                            |                                  | Marktstraße 35 LageFlur: 1, Flurstück: 292/1                                      |              |         | 814238 DDB |
| Marktstraße 36 · Ansicht Frankfurter Straße               |                                  | Marktstraße 36 LageFlur: 1, Flurstück: 376/1                                      |              |         | 814234 DDB |
| Marktstraße 38 · Ansicht Frankfurter Straße               | Ehemaliges Amtshaus              | Marktstraße 38 LageFlur: 1, Flurstück: 375                                        |              |         | 813930 DDB |
| Marktstraße 43                                            |                                  | Marktstraße 43 LageFlur: 1, Flurstück: 297/1                                      |              |         | 938642 DDB |
| Marktstraße 47                                            |                                  | Marktstraße 47 LageFlur: 2, Flurstück: 7/1                                        |              |         | 813207 DDB |
| Marktstraße 49                                            | Wohnhaus                         | Marktstraße 49 LageFlur: 2, Flurstück: 8/3                                        |              |         | 813973 DDB |
| Marktstraße 54 · Seitenansicht (2017)                     |                                  | Marktstraße 54 LageFlur: 1, Flurstück: 360/1                                      |              |         | 813969 DDB |
| Marktstraße 57                                            |                                  | Marktstraße 57 LageFlur: 2, Flurstück: 14                                         |              |         | 813379 DDB |
| Marktstraße 59                                            |                                  | Marktstraße 59 LageFlur: 2, Flurstück: 16                                         |              |         | 938643 DDB |
| Marktstraße 64                                            |                                  | Marktstraße 64 LageFlur: 1, Flurstück: 343/5                                      |              |         | 813968 DDB |
| Marktstraße 65 · Ansicht                                  |                                  | Marktstraße 65 LageFlur: 2, Flurstück: 18/1                                       |              |         | 813208 DDB |
| Marktstraße 67                                            |                                  | Marktstraße 67 LageFlur: 2, Flurstück: 19                                         |              |         | 813972 DDB |
| Marktstraße 71                                            |                                  | Marktstraße 71 LageFlur: 2, Flurstück: 22/1                                       |              |         | 813523 DDB |
| weitere Bilder                                            | Friedhofskapelle                 | Marktstraße 87 LageFlur: 2, Flurstück: 96/6                                       |              |         | 814247 DDB |
| Gefallenendenkmäler                                       | Friedhof: Gefallenendenkmäler    | Marktstraße 87 LageFlur: 2, Flurstück: 96/6                                       |              |         | 813964 DDB |
| Bild gesucht BW                                           | Brücke über den Michelbach       | Michelbach (neben Frankfurter Straße 102) LageFlur: 2, Flurstück: 146/9           |              |         | 814193 DDB |
| Ohmbrücke · Ansicht                                       | Ohmbrücke                        | Mühltal LageFlur: 3, Flurstück: 123/2                                             |              |         | 813517 DDB |
| Hainmühle · Seitenansicht                                 | Hainmühle                        | Mühltal 1, Mühlgraben LageFlur: 2, Flurstück: 493, 612, 614                       |              |         | 813514 DDB |
| Bild gesucht BW                                           | Pletschmühle                     | Mühltal 3/5 LageFlur: 3, Flurstück: 94/3, 95/4, 95/5                              |              |         | 813516 DDB |
| Bild gesucht BW                                           | Ehemalige Herrnmühle             | Mühltal 10, Mühltal, Bei der Herrnmühle LageFlur: 3, Flurstück: 84/10, 84/4       |              |         | 813515 DDB |
| Bild gesucht BW                                           | Sandmühle                        | Mühltal 15 LageFlur: 2, Flurstück: 175/1                                          |              |         | 814069 DDB |
| Bild gesucht BW                                           | Ohmbrücke                        | Ohm (Gew II) (Frankfurter Straße) LageFlur: 2, Flurstück: 605/2                   |              |         | 814159 DDB |
| Schloßgasse 1 · Torportal                                 |                                  | Schloßgasse 1 LageFlur: 1, Flurstück: 201/1                                       |              |         | 813209 DDB |
| Bild gesucht BW                                           |                                  | Schloßgasse 3 LageFlur: 1, Flurstück: 202/1                                       |              |         | 814237 DDB |
| Bild gesucht BW                                           | Wasserbehälter                   | Sudetenstraße 26 LageFlur: 12, Flurstück: 27/1                                    |              |         | 938644 DDB |
| Bild gesucht BW                                           | Gut Wäldershausen                | Wäldershausen 1/3 LageFlur: 20, Flurstück: 1/2, 1/3                               |              |         | 814143 DDB |
| Bild gesucht BW                                           | Jüdischer Friedhof               | Zum Georgentor LageFlur: 2, Flurstück: 95/1                                       |              |         | 813364 DDB |

### Maulbach
| Bild            | Bezeichnung                                                   | Lage                                                           | Beschreibung | Bauzeit                                      | Objekt-Nr. |
| --------------- | ------------------------------------------------------------- | -------------------------------------------------------------- | ------------ | -------------------------------------------- | ---------- |
| Bild gesucht BW |                                                               | Am Steimel 2 LageFlur: 1, Flurstück: 37                        |              |                                              | 813472 DDB |
| Bild gesucht BW |                                                               | An der Au LageFlur: 1, Flurstück: 214                          |              |                                              | 813489 DDB |
| Bild gesucht BW | Evangelische Kirche                                           | Appenröder Straße 1 LageFlur: 1, Flurstück: 1/1                |              | 1701 erweitert, im 20. Jahrhundert umgebaut. | 813476 DDB |
| Bild gesucht BW |                                                               | Appenröder Straße 4 LageFlur: 1, Flurstück: 35, 36             |              |                                              | 813488 DDB |
| Bild gesucht BW |                                                               | Appenröder Straße 15 LageFlur: 1, Flurstück: 43                |              |                                              | 938757 DDB |
| Bild gesucht BW | Wasserwerk                                                    | Auf der Leimenkaute (Obergasse) LageFlur: 21, Flurstück: 24/4  |              |                                              | 813468 DDB |
| Bild gesucht BW |                                                               | Hintergasse 5 LageFlur: 1, Flurstück: 161                      |              |                                              | 813475 DDB |
| Bild gesucht BW |                                                               | Hintergasse 11 LageFlur: 1, Flurstück: 59/1                    |              |                                              | 814064 DDB |
| Bild gesucht BW |                                                               | Hintergasse 12 LageFlur: 1, Flurstück: 31/1                    |              |                                              | 813487 DDB |
| Bild gesucht BW |                                                               | Hintergasse 13 LageFlur: 1, Flurstück: 58                      |              |                                              | 813478 DDB |
| Bild gesucht BW |                                                               | Hintergasse 16, Hintergasse LageFlur: 1, Flurstück: 69/1, 69/2 |              |                                              | 938758 DDB |
| Bild gesucht BW |                                                               | Hintergasse 19 LageFlur: 1, Flurstück: 63                      |              |                                              | 813742 DDB |
| Bild gesucht BW |                                                               | Hintergasse 21 LageFlur: 1, Flurstück: 64                      |              |                                              | 813497 DDB |
| Bild gesucht BW | Ehemalige Schule                                              | Kirtorfer Straße 2 LageFlur: 1, Flurstück: 8/2                 |              |                                              | 813480 DDB |
| Bild gesucht BW | Pfarrhaus                                                     | Kirtorfer Straße 4 LageFlur: 1, Flurstück: 19/3                |              |                                              | 813470 DDB |
| Bild gesucht BW |                                                               | Obergasse 11 LageFlur: 1, Flurstück: 116/1                     |              |                                              | 813481 DDB |
| Bild gesucht BW | Kreylingskreuz                                                | Schneukersgeheg LageFlur: 14, Flurstück: 1                     |              |                                              | 813384 DDB |
| Bild gesucht BW |                                                               | Wäldershäuser Straße 1 LageFlur: 1, Flurstück: 22/2            |              |                                              | 813471 DDB |
| Bild gesucht BW |                                                               | Wäldershäuser Straße 2 LageFlur: 1, Flurstück: 78/4            |              |                                              | 813474 DDB |
| Bild gesucht BW |                                                               | Wäldershäuser Straße 3 LageFlur: 1, Flurstück: 27/2            |              |                                              | 813503 DDB |
| Bild gesucht BW | Ehemaliges Forsthaus                                          | Wäldershäuser Straße 14 LageFlur: 1, Flurstück: 131/3          |              |                                              | 813473 DDB |
| Bild gesucht BW | Friedhof: Ummauerung, Grabmal, Krieger- und Gefallenendenkmal | Wieshofweg 3 LageFlur: 1, Flurstück: 241                       |              |                                              | 813479 DDB |

### Nieder-Ofleiden
| Bild            | Bezeichnung                                                    | Lage                                                  | Beschreibung | Bauzeit | Objekt-Nr. |
| --------------- | -------------------------------------------------------------- | ----------------------------------------------------- | ------------ | ------- | ---------- |
| Bild gesucht BW | Wasserwerk                                                     | Auf den Großäckern LageFlur: 1, Flurstück: 69         |              |         | 938760 DDB |
| Aumühle (2004)  | Aumühle                                                        | Aumühle 1 LageFlur: 9, Flurstück: 49                  |              |         | 938761 DDB |
| Bild gesucht BW | Viehwaage                                                      | Bergstraße LageFlur: 1, Flurstück: 144/7              |              |         | 938764 DDB |
| Bild gesucht BW |                                                                | Häuser Straße 3 LageFlur: 1, Flurstück: 193           |              |         | 813501 DDB |
| Bild gesucht BW | Ehemaliger Bahnhof Nieder–Ofleiden                             | Häuser Straße 9 LageFlur: 1, Flurstück: 187/4         |              |         | 813502 DDB |
| Bild gesucht BW |                                                                | In der Hohl 7 LageFlur: 1, Flurstück: 14/1            |              |         | 938762 DDB |
| Bild gesucht BW |                                                                | In der Hohl 15 LageFlur: 1, Flurstück: 31/1           |              |         | 938763 DDB |
| Bild gesucht BW | Schaftränke                                                    | In der Mortwiese LageFlur: 5, Flurstück: 11           |              |         | 938759 DDB |
| Bild gesucht BW |                                                                | Mittelstraße 1 LageFlur: 1, Flurstück: 165            |              |         | 813491 DDB |
| Bild gesucht BW | Evangelische Kirche, Kirchhof und Ummauerung                   | Mittelstraße 6 LageFlur: 1, Flurstück: 1              |              |         | 813496 DDB |
| Bild gesucht BW |                                                                | Mittelstraße 19/23 LageFlur: 1, Flurstück: 151, 152/1 |              |         | 813493     |
| Bild gesucht BW | Ehemalige Schule, jetzt Dorfgemeinschaftshaus                  | Schulstraße 1 LageFlur: 1, Flurstück: 203/1           |              |         | 813500 DDB |
| Bild gesucht BW | Alte Schule                                                    | Schulstraße 2 LageFlur: 1, Flurstück: 166             |              |         | 813495 DDB |
| Bild gesucht BW |                                                                | Schulstraße 10 LageFlur: 1, Flurstück: 171/1          |              |         | 813492 DDB |
| Bild gesucht BW |                                                                | Schulstraße 15 LageFlur: 1, Flurstück: 184            |              |         | 813498 DDB |
| Bild gesucht BW | Friedhof: Gefallenendenkmäler und Grabanlage                   | Zum Felsenmeer LageFlur: 1, Flurstück: 64             |              |         | 813490 DDB |
| Bild gesucht BW | Ehemals Schenck’scher Hof, Sachgesamtheit Gutsgebäude und Park | Zum Gänsholz 8 LageFlur: 1, Flurstück: 39/11, 39/7    |              |         | 813743 DDB |

### Ober-Ofleiden
| Bild            | Bezeichnung                                            | Lage                                                               | Beschreibung | Bauzeit | Objekt-Nr. |
| --------------- | ------------------------------------------------------ | ------------------------------------------------------------------ | ------------ | ------- | ---------- |
| Bild gesucht BW | Friedhof: Portal und Grabdenkmal                       | Auf den Schwalbenäckern (Friedhofstraße) LageFlur: 5, Flurstück: 1 |              |         | 813685 DDB |
| Bild gesucht BW |                                                        | Brunnenstraße 4 LageFlur: 1, Flurstück: 72                         |              |         | 813709 DDB |
| Bild gesucht BW |                                                        | Brunnenstraße 5 LageFlur: 1, Flurstück: 61                         |              |         | 814250 DDB |
| Bild gesucht BW |                                                        | Geiersberg 6 LageFlur: 1, Flurstück: 42/6                          |              |         | 813713 DDB |
| Bild gesucht BW |                                                        | Geisespitze 9 LageFlur: 1, Flurstück: 77/1                         |              |         | 814251 DDB |
| Bild gesucht BW |                                                        | Hoherbergsweg 3 LageFlur: 7, Flurstück: 169/1                      |              |         | 938765 DDB |
| Bild gesucht BW | Ohmbrücke                                              | L 3126 (Welckerstraße) LageFlur: 1, Flurstück: 178/2               |              |         | 814249 DDB |
| Bild gesucht BW | Hofanlage                                              | Nieder–Ofleidener Straße 8 LageFlur: 1, Flurstück: 117/1           |              |         | 813887 DDB |
| Bild gesucht BW | Ehemalige Maschinenhalle der Dreschgesellschaft Ohmtal | Welckerstraße LageFlur: 1, Flurstück: 18/1                         |              |         | 814192 DDB |
| Ehemalige Mühle | Ehemalige Mühle                                        | Welckerstraße 9 LageFlur: 1, Flurstück: 50                         |              |         | 938766 DDB |
| Bild gesucht BW | Ehemaliges Spritzenhaus                                | Welckerstraße 15 LageFlur: 1, Flurstück: 11                        |              |         | 813561 DDB |
| Bild gesucht BW |                                                        | Welckerstraße 18 LageFlur: 1, Flurstück: 56                        |              |         | 814194 DDB |
| Bild gesucht BW |                                                        | Welckerstraße 19 LageFlur: 1, Flurstück: 8/1                       |              |         | 814075 DDB |
| Bild gesucht BW |                                                        | Welckerstraße 23 LageFlur: 1, Flurstück: 5/2                       |              |         | 813560 DDB |
| Bild gesucht BW | Backhaus                                               | Welckerstraße 24 LageFlur: 1, Flurstück: 52                        |              |         | 813681 DDB |
| weitere Bilder  | Evangelische Kirche mit Kirchhof und Gefallenendenkmal | Welckerstraße 27 LageFlur: 1, Flurstück: 1/1                       |              |         | 813683 DDB |
| Bild gesucht BW |                                                        | Welckerstraße 34 LageFlur: 1, Flurstück: 43/4                      |              |         | 814195 DDB |
| Bild gesucht BW | Alte Schule                                            | Welckerstraße 40 LageFlur: 1, Flurstück: 26/1                      |              |         | 813891 DDB |

### Schadenbach
| Bild                | Bezeichnung         | Lage                                         | Beschreibung | Bauzeit | Objekt-Nr. |
| ------------------- | ------------------- | -------------------------------------------- | ------------ | ------- | ---------- |
| Bild gesucht BW     |                     | Schäferstraße 4 LageFlur: 4, Flurstück: 40/1 |              |         | 813554 DDB |
| Bild gesucht BW     |                     | Torstraße 1 LageFlur: 1, Flurstück: 37/1     |              |         | 813555 DDB |
| Bild gesucht BW     |                     | Torstraße 5 LageFlur: 1, Flurstück: 35       |              |         | 814245 DDB |
| Evangelische Kirche | Evangelische Kirche | Torstraße 13 LageFlur: 1, Flurstück: 31/1    |              |         | 813532 DDB |